# Tumultos em Broadwater Farm

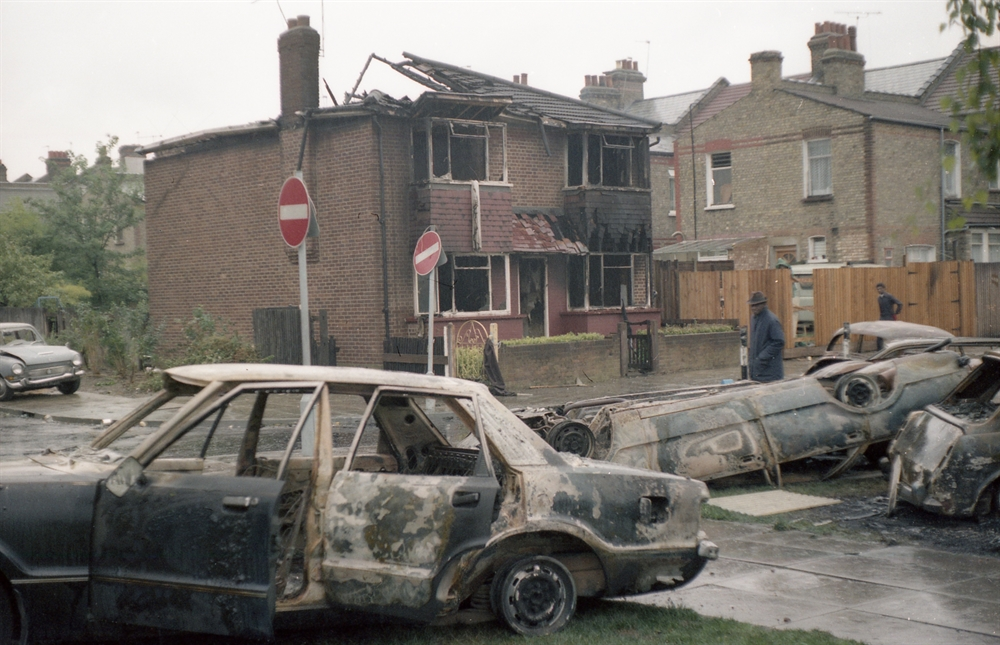
Carros queimados depois dos tumultos

Os tumultos em Broadwater Farm ocorreram na vizinhança de Broadwater Farm de Tottenham, Norte de Londres em 6 de outubro de 1985. Os eventos do dia foram cercados por duas mortes. A primeira foi a de Cynthia Jarrett, uma mulher de origem afro-caribenha que faleceu de um acidente vascular cerebral durante uma busca da polícia em sua casa no dia 5 de outubro. Este incidente foi um dos que motivaram os tumultos, num contexto de crescente tensão entre a juventude negra de Londres e os policiais majoritariamente brancos da Polícia Metropolitana. Na semana anterior, havia ocorrido um tumulto em Brixton como consequência de uma abordagem policial na qual uma mulher negra foi baleada, ficando paralisada da cintura para baixo. A segunda morte foi a do Condestável Keith Blakelock, o primeiro policial a morrer num tumulto no Reino Unido desde 1833.

## Morte de Cynthia Jarrett
Em 5 de outubro de 1985, um jovem negro chamado Floyd Jarrett foi preso pela polícia após ter sido parado num veículo com IPVA suspeito. Quatro policiais fizeram uma busca na casa dele. Durante uma discussão entre policiais e familiares, a mãe de 49 anos de idade dele, Cynthia Jarrett, caiu e veio a óbito de maneira quase instantânea.[carece de fontes?]
O líder político local, Bernie Grant, condenou o evento e pediu aos chefes locais da polícia que resignassem de seus cargos, uma vez que o comportamento deles estaria "fora de controle".
A morte de Cynthia Jarrett provocou a ira dos membros da comunidade negra contra a Polícia Metropolitana. A sensação de muitos era de que a polícia era racista. Poucos dias antes dos tumultos em Broadwater Farm, Cherry Groce, uma mulher negra, havia sido baleada pela polícia em Brixton. Quatro anos antes, o inquérito Scarman havia criticado a atuação da polícia na área.

## Confrontos
Houve uma manifestação de um pequeno grupo de pessoas no dia seguinte à morte de Jarrett em frente a delegacia de polícia de Tottenham. A violência entre policiais e jovens se intensificou durante o dia. A tropa de choque tentou desocupar as ruas usando cassetetes. Jovens batiam na porta de moradores e os agrediam se eles abrissem a porta. Aqueles que não abrissem tinham suas portas machadadas. A ideia por trás dos ataques era a de que os moradores telefonariam para a polícia, atraindo os policiais para o local, colocando-os numa emboscada. A emboscada consistia em atirar tijolos nos policiais do topo dos edifícios residenciais. Como resultado, os moradores ficaram sem amparo até o dia seguinte. Os jovens envolvidos nos confrontos atacaram os policiais também com coquetéis Molotov. O noticiário da TV mostrou que houve um tiroteio contra a polícia, com dois policiais – Stuart Patt e outro, não-identificado – tendo sido levados para o hospital para tratar ferimentos de bala. Três jornalistas (o repórter da Press Association Peter Woodman, o sonoplasta da BBC Robin Green e o câmera Keith Skinner) também foram feridos. Carros foram incendiados e barricadas foram feitas. Houve saques nas propriedades, policiais e manifestantes foram feridos e dezenas de manifestantes foram detidos.

## Morte de Keith Blakelock
Às 21:30, a polícia e os bombeiros de Londres responderam aos chamados de que um incêndio estava ocorrendo nos andares superiores de Tangmere House. Era um andar de compras com apartamentos e duplexes acima. O edifício se localizava a certa distância do núcleo dos tumultos e, assim sendo, estava sendo policiado por unidades menos bem equipadas e treinadas no que diz respeito à contenção de desordens. Os membros da brigada de incêndio foram atacados, assim como uma série de policiais, dentre os quais Blakelock, que estava dando auxílio aos bombeiros. O tumulto era muito intenso para os policiais não-treinados e eles logo se retiraram do local junto com os bombeiros, sendo perseguidos pelos manifestantes. Blakelock tropeçou, caiu, e foi cercado por uma multidão com facões, facas e outras armas, que o matou numa tentativa de decapitá-lo. O condestável Richard Coombes sofreu uma lesão grave no rosto ao tentar resgatar o colega. Os tumultos cessaram durante a noite, conforme a chuva caía e a notícia da morte de Blakelock se espalhava.

## Consequência dos tumultos
A polícia manteve uma presença substancial na região durante vários meses, prendendo e interrogando 400 pessoas. Os distúrbios levaram a mudanças nas táticas e nos equipamentos policiais, assim como em maiores esforços para restabelecer o diálogo com a comunidade. O conselho do distrito de Haringey investiu na região. Hoje, embora ainda haja insatisfação da população com a polícia, a área tem melhorado.

## Julgamentos
Seis pessoas (três menores e três adultos) foram acusados pelo assassinato de Blakelock. Os menores tiveram seus casos indeferidos pelo juiz após este determinar que as condições em que estiveram presos foram tão inadequadas que tornavam o interrogatório inadmissível. Eles teriam sido interrogados nus e sem a presença de um guardião legal[carece de fontes?].
Os três adultos – Winston Silcott, Engin Raghip e Mark Braithwaite – foram condenados por assassinato e sentenciados à prisão perpétua, apesar da promotoria não contar com nenhuma testemunha e pouca evidência forense[carece de fontes?]. As campanhas The Tottenham Three are Innocent (O Trio de Tottenham é Inocente) e Broadwater Farm Defence (Campanha em Defesa de Broadwater Farm) pressionaram por um novo julgamento. Em 25 de novembro de 1991, todos os três acusados foram declarados inocentes pela Corte de Apelações quando um dispositivo de detecção eletrostática demonstrou que as anotações dos interrogatórios policiais (a única prova contra eles) tinham sido adulteradas. Braithwaite e Raghip foram liberados após quatro anos na prisão. Silcott permaneceu na prisão pelo assassinato de outro homem. Ele foi libertado em 2003 após cumprir uma pena de dezoito anos por este crime. O oficial encarregado do interrogatório foi absolvido do crime de perjúrio.

## Inquérito
No inquérito sobre a morte de Cynthia Jarrett, sua filha Patricia alegou que a mãe havia sido empurrada pelo detetive Michael Randle, que negou tal acontecimento. O inquérito concluiu que Jarrett havia morrido acidentalmente. Nenhum policial foi acusado ou punido por sua morte.